# Gadancourt
Gadancourt is een plaats en voormalige gemeente in het Franse departement Val-d'Oise in de regio Île-de-France en telt 105 inwoners (2009). De plaats maakt deel uit van het arrondissement Pontoise.

## Geschiedenis
Gadancourt maakte deel uit van het kanton Vigny totdat dit op 22 maart 2015 werd opgeheven en de gemeente werd opgenomen in het op die dag gevormde kanton Vauréal, net als de aangrenzende gemeente Avernes waar Gadancourt op 1 januari 2018 in werd opgenomen.

## Geografie
De oppervlakte van Gadancourt bedraagt 4,7 km², de bevolkingsdichtheid is dus 22,3 inwoners per km².
De onderstaande kaart toont de ligging van Gadancourt met de belangrijkste infrastructuur en aangrenzende gemeenten.

## Demografie
Onderstaande figuur toont het verloop van het inwonertal (bron: INSEE-tellingen).